# Scotolathys
Scotolathys is een monotypisch geslacht van spinnen uit de  familie van de Dictynidae (kaardertjes).

## Soort
- Scotolathys simplex Simon, 1884